# Base Matienzo
La base Matienzo (in spagnolo Base Matienzo) è una base antartica estiva argentina dedicata al tenente Benjamín Matienzo, pioniere dell'aviazione argentina.

## Ubicazione
Localizzata ad una latitudine di 64° 50' sud e ad una longitudine di 60°07' ovest la stazione si trova sul Larsen nunatak, nella penisola Antartica.
Il primo insediamento argentino nella zona è stato inaugurato il 15 marzo 1961, come struttura congiunta dell'Ejército Argentino e della Fuerza Aérea Argentina.
La base svolge osservazioni meteorologiche con continuità dal 1961.